# Paul de Graffenried
Paul Bernard de Graffenried de Villars (* 10. Juni 1900 in Murten, Kanton Freiburg; † 1943) war ein Schweizer Fechter. Er nahm an den Olympischen Sommerspielen 1928 in Amsterdam, den Olympischen Sommerspielen 1932 in Los Angeles und den Olympischen Sommerspielen 1936 in Berlin teil. Er verstarb 1943.

## Familie
De Graffenried entstammte einer einst adligen Familie. Er war das vierte Kind von Emmanuel de Graffenried-Villars und Charlotte de Saisset, die 1916 im Alter von 41 Jahren verstorben war. Sein Zwillingsbruder Guy Arnold wurde ebenfalls nur 41 Jahre alt. Die Familie verarmte in den 1930er Jahren, war später aber wieder in der Formel 1 aktiv.